# Josef Eichheim

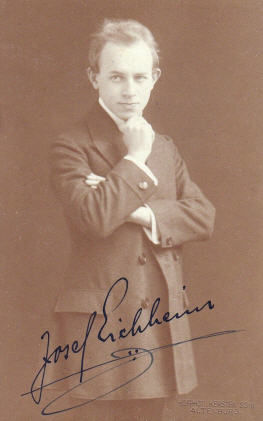
Eichheim etwa 1920

Josef Theodor Ludwig Eichheim (* 23. Februar 1888 in München; † 13. November 1945 in Gars am Inn) war ein deutscher Theater- und Filmschauspieler.

## Leben
Der Sohn des Handelsagenten Josef Ferdinand Maria Eichheim und dessen Ehefrau Josefa Maria geborene Weikl absolvierte in der väterlichen Farbglashandlung eine kaufmännische Ausbildung. Josef Eichheim studierte 1905 Schauspiel in Zürich und debütierte am Stadttheater Passau als Schauspieler. In den nachfolgenden Jahren etablierte er sich schon bald als beliebter Komiker. Er spielte in Memmingen, Biberach an der Riß, Lindau und Altenburg. Im Ersten Weltkrieg diente er als Soldat. Von 1919 bis 1932 war er an den Münchner Kammerspielen engagiert und avancierte zum Publikumsliebling.
Seine Filmkarriere begann Josef Eichheim 1922 mit dem Karl Valentin-Stummfilm Mysterien eines Frisiersalons. Es folgten weitere Stummfilme wie Der Weiberkrieg (1929), Hinter Klostermauern (1928) und Bruder Bernhard (1929). Sein Hauptaugenmerk galt zu dieser Zeit aber immer noch dem Theater, was sich allerdings zu Beginn der Tonfilmzeit änderte. Als sprachgewandtem Komiker kam ihm diese Entwicklung sehr entgegen und er konzentrierte sich nun fast ausschließlich auf den Film.
Anfangs spielte er auch in Melodramen und unterschiedlichen Rollenanforderungen wie Peter Voß, der Millionendieb (1932) und Der Tunnel (1933). Danach folgte eine Festlegung auf Volksschwänke, die er mit seinem bayerischen Humor bereicherte. Neben Joe Stöckel, Weiß Ferdl und Karl Valentin fungierte Eichheim in diesen Jahren als prägnanter „Bayer vom Dienst“, er repräsentierte das bauernschlaue Schlitzohr und blieb immer wieder Der lachende Dritte wie in dem gleichnamigen Film 1936.
Josef Eichheim gründete 1939 die Produktionsgesellschaft Isar-Film, doch der Zweite Weltkrieg machte dem Unterfangen einen Strich durch die Rechnung.
In den 1940er Jahren folgten weitere Komödien, oftmals in kleineren Rollen an der Seite bekannter Schauspieler wie Hans Moser oder Joe Stöckel. Als Joseph Goebbels ihn aufforderte, die Rolle des Jud Süß im gleichnamigen Film zu spielen, soll er angeblich seine Mitwirkung verweigert haben.Quellenbeleg fehlt! Eichheim stand auf der Gottbegnadeten-Liste derjenigen Schauspieler, die für die Filmproduktion unersetzlich waren.
Josef Eichheim wurde nach Kriegsende von der amerikanischen Militärpolizei ohne Begründung verhaftet und zog sich im Internierungslager Emmering (bei Fürstenfeldbruck) eine Krankheit zu, an der er dann wegen Unterernährung verstarb.
Seine letzte Ruhe fand er auf dem Münchner Ostfriedhof.

## Filmografie
- 1922: Mysterien eines Frisiersalons
- 1926: Ich hab’ mein Herz in Heidelberg verloren
- 1928: Der Weiberkrieg
- 1928: Hinter Klostermauern
- 1929: Bruder Bernhard
- 1932: Peter Voß, der Millionendieb
- 1932: Wenn dem Esel zu wohl ist
- 1932: Fürst Seppl
- 1932: Die Nacht der Versuchung
- 1932: Kiki
- 1932: Baby
- 1932: Muß man sich gleich scheiden lassen?
- 1933: S.A. Mann Brand
- 1933: Fräulein Hoffmanns Erzählungen
- 1933: Der Tunnel
- 1933: Das verliebte Hotel
- 1933: Der Schuß am Nebelhorn
- 1933: Orchesterprobe (Kurzfilm)
- 1934: Es knallt (Kurzfilm)
- 1934: Der Doppelgänger
- 1934: Die vertauschte Braut
- 1934: Bei der blonden Kathrein
- 1934: Klein-Dorrit
- 1934: Zwischen Himmel und Erde
- 1934: Die Frauen vom Tannhof
- 1935: Knock out
- 1935: Großreinemachen
- 1935: Der Kampf mit dem Drachen
- 1935: Die blonde Carmen
- 1935: Der Gefangene des Königs
- 1935: Der Klosterjäger
- 1935: Der ahnungslose Engel
- 1936: Arzt aus Leidenschaft
- 1936: Straßenmusik
- 1936: Moral
- 1936: Diener lassen bitten
- 1936: Du bist mein Glück
- 1936: Der lachende Dritte
- 1936: Der Jäger von Fall
- 1937: Liebe geht seltsame Wege
- 1937: Gordian, der Tyrann
- 1937: Die Stimme des Herzens
- 1937: So weit geht die Liebe nicht
- 1937: Meiseken
- 1937: Spiel auf der Tenne
- 1937: Der Lachdoktor
- 1937: Der Schimmelkrieg in der Holledau
- 1937: Serenade
- 1937: Gewitter im Mai
- 1938: Das Mädchen mit dem guten Ruf
- 1938: Narren im Schnee
- 1938: Frau Sixta
- 1938: Die Pfingstorgel
- 1939: Drei wunderschöne Tage
- 1939: Fasching
- 1939: Gold in New Frisco
- 1939: Sommer, Sonne, Erika
- 1940: Sonderbare Flitterwochen
- 1940: Das sündige Dorf
- 1940: Links der Isar – rechts der Spree
- 1940: Rosen in Tirol
- 1941: Blutsbrüderschaft
- 1941: Der siebente Junge
- 1941: So gefällst Du mir
- 1941: Liebe ist zollfrei
- 1941: Venus vor Gericht
- 1941: Der scheinheilige Florian
- 1942: Der verkaufte Großvater
- 1942: Kleine Residenz
- 1942: Der Hochtourist
- 1942: Der dunkle Tag
- 1942: Johann
- 1943: Kohlhiesels Töchter
- 1943: Die schwache Stunde
- 1943: Großstadtmelodie
- 1943: Peterle
- 1943: Wildvogel
- 1943: Die keusche Sünderin
- 1944: Ich bitte um Vollmacht
- 1944: Warum lügst Du, Elisabeth?
- 1944: Die falsche Braut
- 1944/49: Dreimal Komödie
- 1944/49: Das kleine Hofkonzert